# Pterois sphex
Pterois sphex és una espècie de peix marí pertanyent a la família dels escorpènids.
Fa 22 cm de llargària màxima. Es nodreix de crustacis a la nit. És un peix marí, associat als esculls de corall i de clima tropical que viu entre 3-122 m de fondària. Es troba a les illes Hawaii al Pacífic oriental central. És bentònic i, en general, s'amaga durant el dia dins de coves o escletxes.
És verinós per als humans.